# 1114
Évszázadok: 11. század – 12. század – 13. század
Évtizedek: 1060-as évek – 1070-es évek – 1080-as évek – 1090-es évek – 1100-as évek – 1110-es évek – 1120-as évek – 1130-as évek – 1140-es évek – 1150-es évek – 1160-as évek
Évek: 1109 – 1110 – 1111 – 1112 –  1113 – 1114 – 1115 – 1116 – 1117 – 1118 – 1119

## Események
- január 7. – V. Henrik német-római császár nőül veszi Matildát, I. Henrik angol király lányát.